# Senat (Jamaika)
Der Senat von Jamaika ist das Oberhaus im Zweikammersystem von Jamaika.
Der Senat besteht aus 21 Senatoren, die für jeweils fünf Jahre vom Generalgouverneur ernannt werden, davon 13 auf Vorschlag des Premierministers und 8 auf Vorschlag des Oppositionsführers.
Es befindet sich in der Hauptstadt Kingston im George William Gordon House an der Duke Street.